# Рио Бланко (Порторико)
Рио Бланко (шп. Río Blanco) град је у америчкој острвској територији Порторико, острвској држави Кариба.

## Демографија
По попису из 2010. године број становника је 1.681, што је 275 (19,6%) становника више него 2000. године.
| Група             | 2000.         | 2010.         |
| Белци             | 6 (0,4%)      | 7 (0,4%)      |
| Афроамериканци    | 122 (8,7%)    | 268 (15,9%)   |
| Азијати           | 4 (0,3%)      | 2 (0,1%)      |
| Хиспаноамериканци | 1.394 (99,1%) | 1.669 (99,3%) |
| Укупно            | 1.406         | 1.681         |